# Sayetterie
La sayetterie ou saïetterie fut une industrie textile du Moyen Âge qui se développa dans le nord de la France. Sa production se poursuivit jusqu'au XIXe siècle.

## Qu'est-ce que la sayetterie?
La sayetterie, ou nouvelle draperie, est une industrie textile créée à la fin du XVe siècle et qui se substitua progressivement à la draperie traditionnelle. Cette nouvelle production utilisait de préférence des laines espagnoles plutôt que des laines anglaises plus coûteuses. Ces tissus nouveaux étaient plus légers, d'un prix moins élevé que les anciennes productions et devinrent donc d'une consommation plus courante. Les règlements moins stricts de cette production favorisèrent son développement. La ville d'Arras était le principal centre de sayetterie à la fin du XVe siècle.
La saieterie était un ensemble composite d’étoffes légères, rases et sèches, en laine peignée, avec l’addition autorisée d’un seul fil de soie à chaque fil de cette laine : le « fil de sayette ». Les saieteurs (sayteurs ou saietteurs) étaient des tisserands travaillant sur des métiers ou « estilles » en bois de chêne qui étaient souvent la propriété de l’artisan.

## Historique
L'essor de la sayetterie intervint dans le contexte de la fin de l’affrontement franco-bourguignon et de l'héritage de Charles le Téméraire. Après deux révoltes consécutives dans la ville d’Arras en 1478 et 1479, les saieteurs de cette ville furent expulsés le 2 juin 1480 sur ordre du roi Louis XI qui tentait de récupérer l'Artois jusque-là bourguignonne.
Une grande partie des sayetteurs se fixa à Amiens. Cette ville drapante accueillit favorablement ces nouveaux venus qui stimulèrent l'économie locale en apportant avec eux cette nouvelle industrie.
La ville de Lille connut à la même époque un développement de la sayetterie grâce aux privilèges accordés par Maximilien de Habsbourg et Marie de Bourgogne.
On trouve mention d'un « peigneur de sayette », Jacques HOURDEAU, à Saultain, près de Valenciennes, le six mars 1586 (AD59 J 1870) .